# NBA 2K15
NBA 2K15 est un jeu vidéo de basket-ball dévéloppé par Visual Concepts et édité par 2K Sports. Il est sorti le 7 octobre 2014 aux États-Unis et le 10 octobre 2014 en Europe. Le jeu est disponible sur PlayStation 3, PlayStation 4, Xbox 360, Xbox One ainsi que sur PC.

## Licences

### Jaquette
C'est la star du Thunder d'Oklahoma City, Kevin Durant qui figure sur la jaquette du jeu.

### Équipes
Alors que NBA 2K14 incluait 14 équipes de l'Euroligue, NBA 2K15 en inclut 25 dont les 2 équipes françaises qualifiées pour l'édition 2013/2014 de la compétition : la SIG et la JSF de Nanterre.
| Conférence Est         | Conférence Ouest                | Équipe Légendes                                                                        | Équipe Euroligue                  |
| ---------------------- | ------------------------------- | -------------------------------------------------------------------------------------- | --------------------------------- |
| Celtics de Boston      | Thunder d'Oklahoma City         | Warriors de Golden State 1990-1991                                                     | ALBA Berlin                       |
| Knicks de New York     | Nuggets de Denver               | Celtics de Boston 1964-1965, 1985-1986                                                 | Anadolu Efes Spor Kulübü          |
| 76ers de Philadelphie  | Jazz de l'Utah                  | Lakers de Los Angeles 1964-1965, 1970-1971, 1971-1972, 1986-1987, 1990-1991, 1997-1998 | BK Boudivelnyk Kiev               |
| Raptors de Toronto     | Trail Blazers de Portland       | Bucks de Milwaukee 1970-1971, 1984-1985                                                | Étoile rouge de Belgrade          |
| Nets de Brooklyn       | Timberwolves du Minnesota       | Bulls de Chicago 1985-1986, 1988-1989, 1990-1991, 1992-1993, 1995-1996, 1997-1998      | CSKA Moscou                       |
| Bulls de Chicago       | Lakers de Los Angeles           | Hawks d'Atlanta 1970-1971, 1985-1986                                                   | Real Madrid                       |
| Pacers de l'Indiana    | Clippers de Los Angeles         | Knicks de New York 1971-1972, 1994-1995                                                | EA7 Emporio Armani Milan          |
| Bucks de Milwaukee     | Suns de Phoenix                 | 76ers de Philadelphie 1976-1977, 1984-1985, 2000-2001                                  | FC Barcelone                      |
| Pistons de Détroit     | Warriors de Golden State        | Cavaliers de Cleveland 1989-1990                                                       | Bayern Munich                     |
| Cavaliers de Cleveland | Kings de Sacramento             | Trailblazers de Portland 1990-1991                                                     | Žalgiris Kaunas                   |
| Heat de Miami          | Spurs de San Antonio            | Hornets de Charlotte 1992-1993                                                         | Fenerbahçe Ülker                  |
| Hawks d'Atlanta        | Grizzlies de Memphis            | Rockets de Houston 1993-1994                                                           | Galatasaray Liv Hospital          |
| Magic d'Orlando        | Mavericks de Dallas             | Nuggets de Denver 1993-1994                                                            | Laboral Kutxa                     |
| Wizards de Washington  | Rockets de Houston              | Magic d'Orlando 1994-1995                                                              | Lokomotiv Kouban-Krasnodar        |
| Hornets de Charlotte   | Pelicans de La Nouvelle-Orléans | SuperSonics de Seattle 1995-1996                                                       | Lietuvos rytas                    |
| All-Star Est           | All-Star Ouest                  | Jazz de l'Utah 1997-1998                                                               | Maccabi Tel-Aviv                  |
|                        |                                 | Spurs de San Antonio 1997-1998                                                         | Montepaschi Siena                 |
|                        |                                 | Pistons de Détroit 1988-1989                                                           | Olympiakós Le Pirée               |
|                        |                                 |                                                                                        | JSF de Nanterre                   |
|                        |                                 |                                                                                        | Panathinaïkos AO                  |
|                        |                                 |                                                                                        | Partizan Belgrade                 |
|                        |                                 |                                                                                        | Strasbourg Illkirch-Graffenstaden |
|                        |                                 |                                                                                        | Unicaja Málaga                    |
|                        |                                 |                                                                                        | Stelmet Zielona Góra              |

### Musiques
Les musiques du jeu ont été choisies par Pharrell Williams.
- Pharrell Williams:
  - Hunter
  - How Does It Feel?
  - feat. Gwen Stefani, Can I Have it Like That
- Depeche Mode, Personal Jesus
- B.R.M.C., River Styx
- Death From Above 1979, Romantic Rights
- OneRepublic, Love Runs Out
- Lorde, Team
- Afrika Bambaataa & the Soulsonic Force, Planet Rock
- Clipse, Gridin'
- Lauryn Hill, Doo Wop (That Thing)
- Strafe, Set It Off
- The Rapture, House of Jealous Lovers
- Ratatat, Seventeen Years
- Busta Rhymes, Dangerous
- The Strokes, Under Cover of Darkness
- The Black Keys, Everlasting Light
- Santigold feat. Switch & Freq Nasty, Creator
- No Doubt, Spiderwebs
- Basement Jaxx, Hot n' Cold
- Missy Elliott, On & On
- Red Hot Chili Peppers, Suck My Kiss
- Public Enemy, Shut' em Down (Pete Rock remix)
- A Tribe Called Quest feat. Leaders of the New School, Scenario
- Junior Giscombe, Mama Used to Say
- Snoop Dogg feat. Pharrell Williams, Drop It Like It's Hot
- Major Lazer feat. Pharrell WIlliams, Aerosol Can

## Accueil
- Jeuxvideo.com : 17/20 (PS4/XBO)[1] - 13/20 (PS3/X360)[2]